# Charles Vane-Tempest-Stewart (6. markiz Londonderry)
Charles Stewart Vane-Tempest-Stewart, 6. markiz Londonderry KG (ur. 16 lipca 1852, zm. 8 lutego 1915) – brytyjski arystokrata i polityk, członek Partii Konserwatywnej, minister w rządach lorda Salisbury’ego i Arthura Balfoura.

## Życiorys
Był najstarszym synem George’a Vane’a-Tempesta, 5. markiza Londonderry, i Mary Edwards, córki sir Johna Edwardsa, 1. baroneta. Od 1872 r. nosił tytuł wicehrabiego Castlereagh, zaś po śmierci ojca w 1884 r. został 6. markizem Londonderry. W latach 1878–1884 był deputowanym do Izby Gmin z okręgu Down.
Pełnił wiele funkcji publicznych na przełomie XIX i XX w. Był lordem namiestnikiem Irlandii w latach 1886–1889, przewodniczącym London School Board w latach 1895–1897, poczmistrzem generalnym w latach 1900–1902, przewodniczącym Rady Edukacji w latach 1902–1905 i Lordem Przewodniczącym Rady w latach 1903–1905. Był członkiem Tajnej Rady. W 1888 r. został kawalerem Orderu Podwiązki.
Był gorącym przeciwnikiem planów przyznania Irlandii autonomii. Przekazywał liczne sumy pieniędzy na rzecz ulsterskich unionistów. 28 września 1912 r. był jednym z pierwszych, którzy podpisali Porozumienie Ulsterskie.
2 października 1875 r. poślubił lady Theresę Susey Helen Talbot (zm. 16 marca 1919), córkę Charlesa Chetwynda-Talbota, 19. hrabiego Shrewsbury, i Anny Cockerell, córki komandora Richarda Cockerella. Charles i Theresa mieli razem syna i córkę:
- Helen Mary Theresa Vane-Tempest-Stewart (ur. 1876), żona Gilesa Foksa-Strangwaysa, 6. hrabiego Ilchester, miała dzieci
- Charles Stewart Henry Vane-Tempest-Stewart (1878–1949), 7. markiz Londonderry, miał dzieci